# Polycnemum majus
Polycnemum majus là loài thực vật có hoa thuộc họ Dền. Loài này được A.Braun miêu tả khoa học đầu tiên năm 1841.